# Believer (film)
Pour les articles homonymes, voir Believer.
Série Believer
Believer 2
(2023)
Pour plus de détails, voir Fiche technique et Distribution.
Believer (hangeul : 독전 ; RR : dokjeon ; litt. « « combat de la drogue » ») est un film policier d'action sud-coréen réalisé par Lee Hae-young et sorti en 2018.
Il s’agit de la reprise du film hongkongais Drug War (毒戰, 2012) de Johnnie To et du dernier film de l'acteur Kim Joo-hyuk (en), mort dans un accident de voiture en octobre 2017,.
Une suite, Believer 2, est sortie, le 17 novembre 2023, en exclusivité, sur Netflix.

## Synopsis
Dans le but de mettre un terme au plus grand trafic de drogue d'Asie, l'inspecteur Won-ho est déterminé à arrêter son mystérieux chef, qui est seulement connu sous le nom de « Monsieur Lee ». Il s'associe pour cela avec Rak, une petite frappe membre du cartel qui désire se venger de Monsieur Lee.

## Fiche technique
Sauf indication contraire ou complémentaire, les informations mentionnées dans cette section peuvent être confirmées par la base de données de KMDb
- Titre original : 독전
- Titre international et français : Believer
- Réalisation : Lee Hae-young
- Scénario : Jeong Seo-kyeong (en) et Lee Hae-young
- Musique : Dalparan
- Décors : Lee Ha-joon
- Costumes : Choi Se-yeon et Kang Dong-yool
- Photographie : Kim Tae-kyeong
- Montage : Yang Jin-mo
- Production : Jeong Hee-soon
- Sociétés de production : Yong Film, en co-production avec Cine Guru et Kidari ENT[4]
- Société de distribution : Next Entertainment World
- Pays de production :  Corée du Sud
- Langue originale : coréen
- Format : couleur
- Genre : action, policier
- Durée : 123 minutes
- Dates de sortie :
  - Corée du Sud : 22 mai 2018 (version courte) ; 18 juillet 2018 (version étendue)[5]
  - Monde : 16 juin 2023 (Netflix)

## Distribution

### Acteurs principaux
- Jo Jin-woong : Won-ho
- Ryu Jun-yeol : Rak
- Kim Joo-hyuk (en) : Jin Ha-rim
- Cha Seung-won : Brian (apparition exceptionnelle)

### Acteur secondaires
- Kim Sung-ryung (en) : Oh Yeon-ok
- Park Hae-joon (en) : Park Seon-chang
- Jin Seo-yeon (en) : Bo-ryeong
- Kim Dong-young (en) : Dong-yeong, frère ainé sourd
- Lee Joo-young (en) : Joo-yeong, sœur cadette sourde
- Nam Moon-chul (ko) : le chef de service
- Seo Hyun-woo (en) : Jeong-il
- Kang Seung-hyun (en) : So-yeon, policière[6]
- Jung Joon-won (en) : Deok-cheon
- Jung Ga-ram : Dong-woo
- Keum Sae-rok : Cha Soo-jeong
- Park Sung-yeon (en) : l'interprète en langue des signes coréenne

## Production

### Développement
Believer est un projet du réalisateur, Lee Hae-young, qui reprend le film hongkongais Drug War (2012) de Johnnie To :

« Lorsque j'ai reçu le synopsis du président-directeur général de Yong Film, Lim Seung-yong, des mots comme « drogue » et « crime » me semblaient inhabituels, mais je pensais que ce serait un projet qui pourrait me faire plaisir. Si mes trois premiers longs métrages — Like a Virgin (2006), Foxy Festival (2010) et Disparues (2015) — ont été réalisés dans les premiers étapes de ma carrière cinématographique, et je m'étais dit que Believer pourrait être vu comme un nouvel étape. J’ai donc accepté sa proposition sans hésitation. »

— Lee Hae-young
Il est produit par la société Yong Film, co-produit par Cine Guru et Kidari ENT et distribué par Next Entertainment World.
Le tournage est prévu de débuter en juin 2017.

### Attribution des rôles
|  |

Mi-décembre 2016, selon son agent de Saram Entertainment, Jo Jin-woong vient d'accepter pour jouer le rôle d'un policier infiltrant une organisation de trafiquants de drogue, aux côtés de Cha Seung-won, Ryu Jun-yeol et Kim Joo-hyuk qui le rejoignent à la fin du mois.
Début juillet 2017, Kang Seung-hyun, ancienne mannequin, y fait son premier pas au grand écran, incarnant So-yeon, une policière.

### Tournage
Le tournage débute le 1er juillet,. Il a lieu aux studios KOFIC de Namyangju, situés en banlieue de Séoul (Gyeonggi), et en Norvège, début novembre, pour les décors enneigés — le réalisateur avait pensé à Hokkaidō (Japon), mais la neige n'y était pas pendant le tournage.
Il prend fin le 16 novembre 2017.

## Accueil
Believer totalise plus de 5 millions d'entrées au box-office sud-coréen de 2018.